# Maltzan
Maltzan, Malzan lub Maltzahn – niemiecki ród szlachecki wywodzący się z Meklemburgii – Pomorza Przedniego.

## Dzieje
Korzenie rodu sięgają XII wieku. Za najstarszego przedstawiciela rodu uznany jest Bernardus de Multan, lennik biskupa Ratzeburga. Udokumentowana genealogia rodu rozpoczyna się od osoby rycerza i pana na zamku w Gadebusch – Ludolfa Moltzana, żyjącego w XIII w.
Od 1414 r. byli panami na zamku Alte Burg Penzlin, a od 1501 r. także miasta Penzlin.
W XV w. ród podzielił się na dwa domy: Maltzan (później z przydomkiem: zu Wartenberg und Penzlin) – wywodzący się od Bernarda II (zm. przed 1525 r.) oraz Maltzahn (później z przydomkiem: zu Cummerow und Sarow) – wywodzący się od Ludolfa III (zm. po 1528 r.). W ramach linii rodu Maltzanów – Penzlin – wyodrębniła się gałąź Wartenberg-Militsch osiadła na Śląsku. Jej przedstawiciele byli właścicielami śląskich wolnych państw stanowych: Sycowa (Wartenberg) w latach 1530–1571, a następnie Milicza w latach 1590–1945.

### Maltzan zuWartenbergundPenzlin
W XVI w. Maltzanowie weszli w posiadanie dwóch śląskich wolnych państw stanowych: Sycowa w latach 1530–1571 oraz Milicza w latach 1590–1945.
W 1530 bracia Joachim II (ur. ok. 1491, zm. 1556), radca cesarski i Jerzy (ur. ok. 1501, zm. 1562), radca ks. Meklemburgii, otrzymali dziedziczne tytuły czeskich baronów. W tym samym roku uzyskali tytuły baronów cesarstwa z predykatem „zu Wartenberg und Penzlin”. Ich tytuł został uznany w księstwie Meklemburgii-Schwerinu w 1539. W 1694 r. bracia Joachim Wilhelm i Mikołaj Andrzej otrzymali tytuł czeskich hrabiów. W 1774 r. hr. Joachim Andrzej otrzymał tytuł dziedzicznego wyższego podskarbiego na Dolnym Śląsku. Od ustanowienia w 1854 r. wyższej izby pruskiego parlamentu tj. Izby Panów wolny pan stanowy Milicza był dziedzicznym członkiem. Ostatni pan Milicza opuścił miasto w 1944 roku i pozbawiony został praw do jego własności w wyniku zmiany przynależności państwowej Śląska określonej w postanowieniach deklaracji poczdamskiej.
W 1824 r. baron Adolf Krystian Maltzahn zu Penzlin und Wartenberg otrzymał uznanie swego tytułu w Królestwie Polskim. Linia jego spadkobierców wygasła na baronie Henryku Wandalinie, właścicielu dóbr Goślub, który zginął w Warszawie podczas II wojny światowej zamordowany przez gestapo latem 1943 r.
Kluczową postacią dla dziejów kultury muzycznej dworu Maltzanów w Miliczu był żyjący w latach 1733–1817 Joachim Carl Maltzan. W 1786 roku, po śmierci ojca Joachima Andreasa Maltzana, stał się panem Milicza. Jako właściciel państwa stanowego podejmował działania mające na celu rozbudowę miasta. Zbudował nowy kompleks pałacowo-parkowy, zainicjował przemysł bawełniany – na co uzyskał koncesję króla w 1804 roku. Chciał uczynić z Milicza miasto kurortowe, budując dom uzdrowiskowy w 1809 roku. Pozostając w kręgu dworu Fryderyka II, powierzył budowę nowego pałacu znanemu śląskiemu architektowi – Carlowi Gottfriedowi Geisslerowi, w stylu klasycystycznym na wzór architektury pałacu Sanssouci w Poczdamie. Jednym z jego elementów architektonicznych była niewielka antykizująca „świątynia muzyczna” na wyspie – Folly, a należąca do obiektów charakterystycznych dla romantycznych założeń ogrodowych. Tutaj służyła prawdopodobnie kameralnemu muzykowaniu. Hrabia był animatorem życia artystycznego i miłośnikiem muzyki dworskiej na viola da gamba. Utrzymywał zespół i dworską kapelę muzyczną. Od 1811 roku w pałacu odbywały się spotkania muzyczne profesjonalnych muzyków i amatorów pod kierunkiem Friedricha Guhra, znane od 1813 roku pod nazwą Militscher Musikverein (Milickie Towarzystwo Muzyczne). Zespół pałacowy kontynuował repertuarowe tradycje kapeli dworskiej i to głównie jego działalność dokumentują zachowane muzykalia. Powstawały nowe dedykowane Maltzanom utwory, a praktyka gry na viola da gamba była kultywowana jeszcze wiele lat po jego śmierci Joachima Carla Maltzana. W przechowywanej w Bibliotece Uniwersyteckiej w Poznaniu milickiej kolekcji muzykaliów zachował się zbiór utworów na violę da gamba, z których część to kompozycje Carla Friedricha Abla.
Panowie Sycowa (niem. Wartenberg)
- 1529–1551 – Joachim I von Maltzan
- 1551–1560 – Franciszek von Maltzan
- 1551–1569 – Jan Bernard
- 1569–1571 – Joachim II von Maltzan
- 1569–1571 – Elżbieta von der Lomnitz (ur. 1530, zm. 1586) – wdowa po Janie Bernardzie

Panowie Milicza
- 1590–1625 – Joachim III (ur. 1559, zm. 1625) – syn Jana Bernarda I
- 1625–1628 – Joachim IV (ur. 1593, zm. 1654), Jan Bernard II (ur. 1597, zm. 1667), Wilhelm – synowie Joachima III
- 1628–1654 – Joachim IV
- 1654–1693 – Joachim Andrzej I (ur. 1630, zm. 1693) – syn Joachima IV
- 1693–1728 – Joachim Wilhelm (ur. 1661, zm. 1728) – syn Joachima Andrzeja I, od 1694 r. czeski hrabia.
- 1728–1729 – Franciszek (ur. 1698, zm. 1729) – bratanek Joachima Wilhelma
- 1729–1735 – Leopold Wilhelm (ur. 1705, zm. 1735) – brat Franciszka
- 1735–1786 – Joachim Andrzej II (ur. 1707, zm. 1786) – brat Leopolda Wilhelma
- 1786–1817 – Joachim Karol II (ur. 1733, zm. 1817) – syn Joachima Andrzeja II
- 1817–1850 – Joachim Aleksander (ur. 1764, zm. 1850) – syn Joachima Karola
- 1850–1878 – August (ur. 1825, zm. 1878) – wnuk Joachima Aleksandra
- 1878–1921 – Andrzej (ur. 1863, zm. 1921) – syn Augusta
- 1921–1940 – Joachim Karol III (1905–1940) – syn Andrzeja
- 1940–1945 – Jan Mortimer (ur. 1937) – syn Joachima Karola – fakt. Elżbieta hr. von Zech (ur. 1913), wdowa po Joachimie Karolu

### Maltzahn zu Cummerow und Sarow
Dom Maltzahnów podzielił się na dwie główne linie, której założycielami byli bracia: Hans Jakub (ur. 1650, zm. 1719) – linia Cummerow – i Karol Gustaw I (ur. 1663, zm. 1713) – linia Sarow.

### Mariaże Maltza(h)nów
z Hohenzollernami
| Joachim hr. Hohenzollern 1) ur. 1554 zm. 1587 | Joachim hr. Hohenzollern 1) ur. 1554 zm. 1587 |                             |                             | Anna hr. Hohnstein ur. ? zm. 1620 | Anna hr. Hohnstein ur. ? zm. 1620 |  |  | Zyfryd von Promnitz ur. 1534 zm. 25 II 1597 | Zyfryd von Promnitz ur. 1534 zm. 25 II 1597 |                                         |                                         | Urszula Schaffgotsch ur. ? zm. 16 X 1587 | Urszula Schaffgotsch ur. ? zm. 16 X 1587 |
|                                               |                                               |                             |                             |                                   |                                   |  |  |                                             |                                             |                                         |                                         |                                          |                                          |
|                                               |                                               |                             |                             |                                   |                                   |  |  |                                             |                                             |                                         |                                         |                                          |                                          |
|                                               |                                               | Jan Jerzy ur. 1580 zm. 1622 | Jan Jerzy ur. 1580 zm. 1622 |                                   |                                   |  |  |                                             |                                             | Eleonora ur. 28 IX 1576 zm. 19 XII 1611 | Eleonora ur. 28 IX 1576 zm. 19 XII 1611 |                                          |                                          |
|                                               |                                               |                             |                             |                                   |                                   |  |  |                                             |                                             |                                         |                                         |                                          |                                          |
|                                               |                                               |                             |                             |                                   |                                   |  |  |                                             |                                             |                                         |                                         |                                          |                                          |
|                                               |                                               |                             |                             |                                   |                                   |  |  |                                             |                                             |                                         |                                         |                                          |                                          |

|                                                  |  | Jan Bernard baron Maltzan zu Wartenberg und Penzlin ur. 26 VII 1597 zm. 10 XII 1667 OO 1632 | Jan Bernard baron Maltzan zu Wartenberg und Penzlin ur. 26 VII 1597 zm. 10 XII 1667 OO 1632 | Anna Urszula ur. 16 II 1607 zm. 23 XII 1667 | Anna Urszula ur. 16 II 1607 zm. 23 XII 1667 |  |  |  |  |
|                                                  |  |                                                                                             |                                                                                             |                                             |                                             |  |  |  |  |
|                                                  |  |                                                                                             |                                                                                             |                                             |                                             |  |  |  |  |
|                                                  |  |                                                                                             |                                                                                             |                                             |                                             |  |  |  |  |
| Hans Henryk 2) ur. 2 (12) III 1640 zm. 8 IV 1706 |  |                                                                                             |                                                                                             |                                             |                                             |  |  |  |  |

| 1. młodszy brat hr. Hohenzollern-Hechingen i hr. Hohenzollern-Sigmaringen 2. przodek współczesnej linii baronów Malztan zu Wartenberg und Penzlin |

z książętami Meklemburgii
| Jan Albrecht II ks. Güstrow 1) ur. 1590 zm. 1636 | Jan Albrecht II ks. Güstrow 1) ur. 1590 zm. 1636 |                         |                         | Elżbieta langr. von Hessen-Kassel 2) ur. 1596 zm. 1626 | Elżbieta langr. von Hessen-Kassel 2) ur. 1596 zm. 1626 |  |  | ? | ? |                                                    |                                                    | ? | ? |
|                                                  |                                                  |                         |                         |                                                        |                                                        |  |  |   |   |                                                    |                                                    |   |   |
|                                                  |                                                  |                         |                         |                                                        |                                                        |  |  |   |   |                                                    |                                                    |   |   |
|                                                  |                                                  | Jerzy ur. 1620 zm. 1675 | Jerzy ur. 1620 zm. 1675 |                                                        |                                                        |  |  |   |   | Katarzyna Dorota von Halberstadt ur. 1616 zm. 1665 | Katarzyna Dorota von Halberstadt ur. 1616 zm. 1665 |   |   |
|                                                  |                                                  |                         |                         |                                                        |                                                        |  |  |   |   |                                                    |                                                    |   |   |
|                                                  |                                                  |                         |                         |                                                        |                                                        |  |  |   |   |                                                    |                                                    |   |   |
|                                                  |                                                  |                         |                         |                                                        |                                                        |  |  |   |   |                                                    |                                                    |   |   |

|                                          |  | Karol Gustaw I von Matlzahn ur. 8 VII 1663 zm. 16 IV 1713 OO 1694 | Karol Gustaw I von Matlzahn ur. 8 VII 1663 zm. 16 IV 1713 OO 1694 | Zofia Jadwiga ur. 1673 zm. 21 VII 1746 | Zofia Jadwiga ur. 1673 zm. 21 VII 1746 |  |  |  |  |
|                                          |  |                                                                   |                                                                   |                                        |                                        |  |  |  |  |
|                                          |  |                                                                   |                                                                   |                                        |                                        |  |  |  |  |
|                                          |  |                                                                   |                                                                   |                                        |                                        |  |  |  |  |
| Gustaw Adolf I 3) ur. 1698 zm. 29 X 1766 |  |                                                                   |                                                                   |                                        |                                        |  |  |  |  |

| 1. młodszy brat Adolfa Fryderyka I ks. Meklemburgii-Schwerinu 2. córka landgrafa Hesji-Kassel Maurycego Uczonego 3. Przodek linii Sarow |

## Przedstawiciele rodu
- Mortimer von Maltzan – minister spraw zagranicznych Prus w l. 1841–1842
- Helmuth von Maltzan (ur. 1840, zm. 1923), – sekretarz finansów w l. 1888–1893, oraz nadprezydent Pomorza w l. 1900-1911.
- Adolf Georg Otto Freiherr von Maltzan – ambasador Niemiec w USA w l. 1925-1927.
- Maria Gräfin von Maltzan (1909–1997) – literatka, biolog, lekarz weterynarii, działaczka opozycji antyhitlerowskiej
- Paul Freiherr von Maltzahn(inne języki) (ur. 1945) – ambasador Niemiec w Egipcie (2000–2003), Iranie (lipiec 2003 – sierpień 2006), Indonezji (od 2006 r.).
- Chrystian von Maltzahn (ur. 1956, zm. 1997) – współzałożyciel Bruno Gmünder Verlag
- Vollrath von Maltzan – ambasador Niemiec we Francji w l. 1955-1958.